# 밀러 O. 페리
밀러 오스본 페리(Miller Osborne Perry, 1907년 6월 13일 ~ 2010년 3월 20일)는 미국의 군인이다.

## 생애
1907년 6월 13일 미국 펜실베이니아주 서스쿼해나에서 태어났다. 펜실베이니아 주립 대학교에 다녔으며 1931년 뉴욕에 있는 육군사관학교를 졸업하고 포병 소위로 임관하여 야전부대 지휘관, 사령부 장교, 사관학교 강사 등을 역임했다.
제2차 세계 대전 중에는 제1군 소속으로 영국과 프랑스에서 복무하였다. 1950년 중령으로 제24보병사단 제52포병대대장으로 근무하였고, 한국 전쟁 초기 한반도로 파병되어 스미스 부대의 일원으로 포병을 지휘하였다. 오산 전투에서 다리에 총상을 입으면서도 후송을 거부하고 조선인민군의 전차를 공격했다. 이 전투에서 영웅적인 행동으로 수훈 십자장을 수여 받았다. 이후 대전, 대구, 낙동강, 안강 전투에서 싸웠다.
1961년 육군 준장으로 퇴역했다. 2010년 3월 20일 미시간주 랜싱 잉엄에서 별세하였으며, 뉴욕 육군사관학교 묘지에 안장되었다.

## 상훈
수훈 십자장, 훈공장, 동성 훈장, 퍼플 하트 훈장 등을 수상 하였다.

## 같이 보기
- 오산 전투

## 참고 문헌
- Find a Grave
- The Mall of VALOR PROJECT
- 연합뉴스
- 경향신문